# Timàlia encaputxada
La timàlia encaputxada (Dumetia atriceps) és un ocell de la família dels timàlids (Timaliidae).
Habita boscos, matolls, canyars i bosquets de bambú del sud-oest de l'Índia des de Belgaum cap al sud fins Kerala i oest de Tamil Nadu, i Sri Lanka.
Classificada freqüentment al monotípic gènere Rhopocichla Oates, 1889, en època recent ha estat inclosa a Dumetia, arran els treballs de Cai et al. 2018.